# Happy Tree Friends
Pour les articles homonymes, voir HTF.
 (juillet 2023).
La mise en forme du texte ne suit pas les recommandations de Wikipédia : il faut le « wikifier ».
Les points d'amélioration suivants sont les cas les plus fréquents :
- Les titres sont pré-formatés par le logiciel. Ils ne sont ni en capitales, ni en gras.
- Le texte ne doit pas être écrit en capitales (les noms de famille non plus), ni en gras, ni en italique, ni en « petit »…
- Le gras n'est utilisé que pour surligner le titre de l'article dans l'introduction, une seule fois.
- L'italique est rarement utilisé : mots en langue étrangère, titres d'œuvres, noms de bateaux, etc.
- Les citations ne sont pas en italique mais en corps de texte normal. Elles sont entourées par des guillemets français : « et ».
- Les listes à puces sont à éviter, des paragraphes rédigés étant largement préférés. Les tableaux sont à réserver à la présentation de données structurées (résultats, etc.).
- Les appels de note de bas de page (petits chiffres en exposant, introduits par l'outil «  Source ») sont à placer entre la fin de phrase et le point final[comme ça].
- Les liens internes (vers d'autres articles de Wikipédia) sont à choisir avec parcimonie. Créez des liens vers des articles approfondissant le sujet. Les termes génériques sans rapport avec le sujet sont à éviter, ainsi que les répétitions de liens vers un même terme.
- Les liens externes sont à placer uniquement dans une section « Liens externes », à la fin de l'article. Ces liens sont à choisir avec parcimonie suivant les règles définies. Si un lien sert de source à l'article, son insertion dans le texte est à faire par les notes de bas de page.
- La présentation des références doit suivre les conventions bibliographiques. Il est recommandé d'utiliser les modèles {{Ouvrage}}, {{Chapitre}}, {{Article}}, {{Lien web}} et/ou {{Bibliographie}}. Le mode d'édition visuel peut mettre en forme automatiquement les références.
- Insérer une infobox (cadre d'informations à droite) n'est pas obligatoire pour parachever la mise en page.

Pour une aide détaillée, merci de consulter Aide:Wikification.
Si vous pensez que ces points ont été résolus, vous pouvez retirer ce bandeau et améliorer la mise en forme d'un autre article.
 (juin 2022).
Si vous disposez d'ouvrages ou d'articles de référence ou si vous connaissez des sites web de qualité traitant du thème abordé ici, merci de compléter l'article en donnant les références utiles à sa vérifiabilité et en les liant à la section « Notes et références ».
Happy Tree Friends (HTF) est une websérie et série télévisée d'animation américaine, créée par Kenn Navarro (en), Aubrey Ankrum (en) et Rhode Montijo, et diffusée depuis 2000 sur Internet et depuis le 2 octobre 2006 sur G4.
En France, la série a été diffusée principalement sur Europe 2 TV du 1er janvier 2007 au 30 octobre 2007 vers 20h45, puis sur Virgin 17 du 27 octobre 2008 au 19 décembre 2008 vers 20h35. Elle a été diffusée également sur MTV depuis fin avril 2004, Comédie+ et vingt épisodes ont été diffusés le 29 octobre 2020 sur Syfy.
Happy Tree Friends est notamment connue pour sa présentation : l'émission présente un univers et des personnages ressemblant à des animaux anthropomorphes typiques des dessins animés pour enfants, qui sont soudainement sujets à d'énormes violences explicites telles que la mutilation (voire la décapitation ou n'importe quelles blessures), la pendaison, l'électrocution, la pétrification, la maladie, la noyade, la glaciation, la brûlure, ou même la suffocation.
La série a reçu un statut culte sur YouTube.

## Univers et présentation
« Déconseillée aux petits enfants et aux grands bébés » est la phrase de présentation de la série. Chaque épisode met en scène une série de personnages ayant différents rôles et divers scénarios différents, dont le titre est toujours un jeu de mots sur une phrase ou une référence culturelle.
Les premiers moments de l'épisode consistent toujours en une présentation. : chaque personnage a un rôle ou un emploi différent, qui peut ne pas convenir aux aptitudes des personnages (comme The Mole, ou La Taupe au Québec, un personnage aveugle qui peut devenir policier dans certains épisodes). Ces aspects peuvent commencer une série de meurtres extrêmement violents, que ce soit volontaire ou accidentel.

## Inspirations
Le concept de cette série animée est fortement inspiré de la série fictive Itchy & Scratchy incluse dans les épisodes des Simpson. La façon de mélanger les scènes sanglantes avec des personnages au style dessin animé classique pour enfants est parfaitement identique (comme dans Squeak the Mouse). La seule grande différence repose sur l'absence de dialogues dans Happy Tree Friends.

## Personnages
- Cuddles (Calineur au Québec) : la mascotte de la série, c'est un petit lapin bizarre, mais très mignon et très doux. Malheureusement, ses poils finissent par voler dans tous les sens à la fin de chaque épisode avec Cuddles. Il porte toujours des pantoufles en forme de lapin roses, bien qu'il soit le héros principal de la série, il subit le grand nombre de décès et la plupart de ses morts sont particulièrement horribles.
- Giggles (Rigolade au Québec) : timide et douce, la marque de fabrique de cette petite tamia est sa personnalité pétillante et ses petits gloussements. On voudrait la serrer très fort dans ses bras à l'en étouffer !
- Handy (Manuel au Québec) : il n'y a pas de travail impossible pour ce castor amputé des bras. Il est toujours prêt à donner un coup de dent et vous prouvera que quand on veut, on peut.
- Lumpy (Bossu au Québec) : toujours à côté de la plaque, cet orignal bleu toujours maladroit a beau être généreux, il est un peu bêta, bien qu'il soit l'un des rares personnages représentés comme un adulte (en raison de sa taille), il a tué le plus grand nombre de personnages (environ 174 personnages tués).
- Toothy (Denté au Québec) : la seule chose plus grande que la queue de ce castor à taches de rousseur est sa mâchoire. Il finit toujours par mordre plus qu'il ne peut mâcher.
- Nutty (Foldingue au Québec) : cet écureuil nerveux et vert se met toujours dans des situations vaseuses à cause de sa grande gourmandise pour les sucreries.
- Pétunia : cette mouffette à l'odeur douce ne lâchera jamais de pet odorant ; la présence de cette créature amicale ne vous fera jamais boucher votre nez. Elle a la délicatesse de porter un sapin désodorisant « Arbre Magique© » autour de son cou ! Elle est par ailleurs accro à l'hygiène et à la propreté, et la moindre tache peut la faire devenir folle.
- Sniffles (Renifleur au Québec) : ce fourmilier intello adore manger des fourmis, ce qui lui attire des ennuis à tous les coups.
- Splendid (Splendide au Québec) : c'est un écureuil volant. Ce héros des cieux est toujours prêt à porter secours. Ne mesurant pas la force de ses pouvoirs, il fait plus de mal que de bien !
- Splendont : tout comme Splendid, il s'agit d'un écureuil volant. Il est rouge et possède un bandeau bleu, tout l'inverse de Splendid mais c'est également un super héros. Ce personnage est apparu dans un seul épisode, où il a été libéré, lorsqu'un gigantesque rocher que Splendid a balancé dans un volcan en éruption, s'est éjecté du cratère de ce volcan et atteignit l'espace, ce qui a fait exploser le miroir dans lequel il était emprisonné. Son nom est un jeu de mots anglais avec les mots did et son antonyme don't.
- Flaky (Floconneuse au Québec) : cette porc-épic est si peureuse qu'elle a même peur de faire des choses banales, comme se baigner. Malheureusement, lorsqu'elle arrive à vaincre sa peur, ça ne finit jamais très bien.
- The Mole (La Taupe au Québec) : gardez un œil sur cette taupe aveugle. Il trouve le moyen de se sortir des situations les plus périlleuses mais provoque des catastrophes, ne voyant pas ce qu'il fait.
- Disco Bear (L'Ours Disco au Québec) : cet ours funky a l'âme charitable ! Toujours groovy, les ennuis arrivent quand il bouge.
- Russell : fermez les écoutilles quand ce vieux castor pirate vient à bord. Il a un bon crochet du droit !
- Mime : si les actions parlent plus que les mots, alors ce cerf silencieux est un grand bavard. Ses superbes mimes vous laisseront sans voix.
- Lifty et Shifty (Débrouillard au Québec) : frères ratons laveurs kleptomanes et maîtres de la remise à 5 %, Lifty et Shifty voleraient votre cœur et vous le revendraient.
- Cro-Marmot (Cro-Marmotte au Québec) : c'est le premier personnage inanimé du dessin animé. Cette marmotte préhistorique est gelée dans un bloc de glace et glisse sur les soucis.
- Flippy (Disjoncté au Québec) : cet ours vétéran de guerre, victime d'un trouble de stress post-traumatique, présente deux états: L'un tout gentil et l'autre psychopathe. Ce caractère tueur est réveillé par tous ce qui peut rappeler la guerre (un ballon qui éclate, une tache de ketchup, un feu qui crépite). Il brûlera votre maison et pourtant il ne s'en rend même pas compte.
- Pop et Cub (Papa et Ourson au Québec) : Pop est cet ours paternel nous apprend qu'il y a toujours une place pour l'incompétence dans la responsabilité parentale. Cub est innocent et mignon, Cub provoquera malheureusement des ennuis à son pauvre père Pop, avant qu'ils ne retombent sur lui.
- Buddhist Monkey (Le Singe Bouddhiste au Québec) : quand ce singe s'énerve, mieux vaut ne pas être là, car il s'énerve pour n'importe quoi.
- Lammy (Laineuse au Québec) : cette brebis très amicale invite toujours ses amis prendre le thé chez elle. Malheureusement, Mr Pickles son cornichon les tue en accusant Lammy, car qui croirait le fait qu'un cornichon soit vivant. Même si Lammy l'arrête, elle arrive toujours trop tard et doit payer les pots cassés.

À l'occasion du dixième anniversaire de la série le 1er mars 2010, les auteurs proposent 3 nouveaux personnages pour la série Lammy la brebis, Mr Pickels et Truffles (Groin au Québec) le cochon marin. Ils proposent aussi un concours pour savoir le(s)quel(s) des personnages sera dans les prochains épisodes, et après le poisson d'avril du 1er avril (où ils ont dit qu'il n'y aura pas de personnages) les personnages qui seront dans les prochains épisodes sont Lammy et Mr Pickels.

## Épisodes
Les titres officiels français sont les mêmes qu'en anglais. La numérotation correspond à l'ordre de diffusion originale sur Internet puis à la télévision. Une autre numérotation existe sur le site officiel. Des titres français sont visibles sur les jaquettes et dans les DVD français.
1. Spin Fun Knowin' Ya! - 191 (Tournez manèges)
2. House Warming - 198 (Home Sweet Home)
3. Helping Helps - 199 (Sauve qui peut !)
4. Crazy Ant-ics - 200 (Travail de fourmis)
5. Havin' a Ball - 201 (Va chercher !)
6. Water You Wading For - 202 (À l'eau)
7. Nuttin' Wrong with Candy - 203 (Tout est bon dans le bonbon)
8. Wheelin' and Dealin - 204 (Allons-y Alonso)
9. Pitchin' Impossible - 205 (Lancer à l'aveuglette)
10. Stayin' Alive - 206
11. Treasure These Idol Moments - 207 (On m'appelle l'idole des jeunes)
12. Chip Off the Ol' Block - 208 (Tondeuse tueuse)
13. Nuttin' But the Tooth - 209 (Dent pour dent)
14. Hide and Seek - 210 (Rambo des bois)
15. Whose Line Is It Anyway - 211
16. Boo Do You Think You Are? - 212 (Fais moi peur)
17. Mime and Mime Again - 213 (Ainsi font font font)
18. You're Bakin' Me Crazy - 214 (C'est du gâteau)
19. Tongue Twister Trouble - 215 (Donne ta langue au chat)
20. Meat Me for Lunch - 216 (À table !)
21. Sweet Ride - 217 (L'été meurtrier)
22. It's a Snap - 218 (À la rescousse)
23. Off the Hook - 219 (Ça mord)
24. Spare Me - 220 (En plein dans le mille)
25. Snow What? That's What! - 221 (Boules de neige)
26. This Is Your Knife - 222 (Rambo 10)
27. Happy Trails pt. 1 - 223 (Les jolies colonies de vacances, partie 1)

### Deuxième saison (2001-2005)
1. Happy Trails Pt. 2: Jumping the Shark - 297 (Les jolies colonies de vacances, partie 2)
2. Eye Candy - 298 (Œil pour œil)
3. Rink Hijinks - 299 (Contre mauvaise fortune bon cœur)
4. Flippin' Burgers - 300 (Les burgers de la discorde)
5. Get Whale Soon - 301 (Dans le ventre de la baleine)
6. Snip Snip Hooray! - 302 (Quel toupet !)
7. Eyes Cold Lemonade - 303 (Une limonade à l'œil)
8. Milkin' It - 304 (La vache !)
9. Out of Sight, Out of Mime - 305 (Loin des yeux loin du cœur)
10. Class Act - 306 (Le spectacle de noël)
11. The Way You Make Me Wheel - 307 (La roue de l'infortune)
12. Better Off Bread - 308 (Les femmes et les enfants d'abord)
13. I Get a Trick Out of You - 309 (Je suis scié !)
14. Shard at Work - 310 (Comme un poisson dans l'eau)
15. Water Way to Go - 311 (Et glou et glou)
16. Out on a Limb - 312 (Touche du bois)
17. Keepin' it Reel - 313 (Le cinéma de l'horreur)
18. A Hard Act to Swallow - 314 (Dur à avaler)
19. Let it Slide - 315 (Laisse glisser)
20. Icy You - 316 (Complètement givrés !)
21. Hello Dolly! - 317 (Salut poupée !)
22. Remains to be Seen - 318
23. Stealing the Spotlight - 319
24. Ski Ya, Wouldn't Wanna Be Ya! - 320
25. Blind Date - 321
26. Suck it Up! - 322
27. From A to Zoo - 323

### Troisième saison (2006)
1. The Wrong Side of the Tracks - 497 (C'est la foire !)
2. From Hero to Eternity - 498 (Tant qu'il y aura des super-héros)
3. And The Kitchen Sink - 499 (Beau, le lavabo)
4. Party Animal - 500 (Chassez le naturel…)
5. Ipso Fatso - 501 (Maigrir à tout prix)
6. Don't Yank My Chain - 502 (Le boulet)
7. Doggone It - 503 (Nos amies les bêtes)
8. Concrete Solution - 504 (C'est du béton !)
9. Sea What I Found - 505 (Les trésors engloutis)
10. Easy For You to Sleigh - 506 (Tel est pris qui croyait prendre)
11. Wishy Washy - 507 (Remue-ménages)
12. Who's to Flame? - 508 (Dans le feu de l'action)
13. Every Litter Bit Hurts - 509 (Un geste pour sauver la planète)
14. As You Wish - 510 (Le (mauvais) génie de la lampe)
15. Take a Hike - 511 (Mortelle randonnée)
16. Snow Place to Go - 512 (La croisière ne s'amuse plus)
17. Dunce Upon a Time - 513 (La faim justifie les moyens)
18. Gems the Breaks - 514 (Kryptonite aiguë)
19. A Change Of Heart - 515 (En avoir gros sur le cœur)
20. A Hole Lotta Love - 516 (De l'amour à la pelle)
21. Mime to Five - 517 (Ça ne paye pas de mime)
22. Blast From The Past - 518 (La machine a remonter le temps)
23. Chew Said a Mouthful - 519 (La gourmandise est un vilain défaut)
24. See What Develops - 520 (Super-Héros)
25. Idol Curiosity - 521 (Indiana Sniffles et l'idole maudite)
26. Home is Where The Hurt is - 522 (Les bricoleurs du dimanche)
27. Aw, Shucks! - 523 (Et pis flûte !)
28. A Sight for Sore Eyes - 524 (Attention les yeux !)
29. Wipe Out - 525 (Pour la planche, faut repasser)
30. Letter Late than Never - 526 (Tortue méchante)
31. Wingin' It - 527 (Y a-t-il un pilote dans l'avion)
32. Tongue in Cheek - 528 (La langue bien pendue)
33. Easy Comb, Easy Go - 529 (Disco Bear se fait des cheveux)
34. I’ve Got You Under My Skin - 530 (Je t'ai dans la peau)
35. In a Jam - 531 (En avant la musique)
36. Junk in the Trunk - 532 (Un éléphant, ça trompe énormément)
37. Hear Today, Gone Tomorrow - 533 (Dur de la feuille)
38. Double Whammy - 534 (Double je)
39. Autopsy Turvy alias Double Whammy Part 2 535 - (Il faut que le psycho parte alias Double je partie 2)

### Quatrième saison (2007-2013)
1. Read Em and Weep - 397
2. Can't Stop Coffin - 398
3. We're Scrooged - 399
4. A Sucker For A Love - 400
5. Just Desert - 401
6. False Alarm - 402
7. Peas in a Pod - 403
8. Wrath Of Con - 404
9. All Flocked Up! - 405
10. Something Fishy - 406
11. Without A Hitch - 407
12. Swelter Skelter - 408
13. I Nub You - 409
14. A Bit of A Pickle - 410 (début de Lammy et Mr. Pickles)
15. See You Later, Elevator - 411
16. Claus For Concern - 412
17. The Chokes On You - 413
18. Royal Flush - 414
19. Random Acts Of Silence - 415
20. Brake The Cycle - 416
21. Breaking Wind - 417
22. No Time Like The Present - 418
23. Bottled Up Inside - 419
24. All In Vein - 420
25. By The Seat Of Your Pants - 421

### Cinquième saison (2013-2024)
1. You're Kraken Me Up - 422
2. All Work and No Play - 423
3. Buns of Steal - 424
4. Pet Peeve - 425
5. A Vicious Cycle - 426
6. Put Your Back Into It - 427
7. Spare Tire - 428
8. Camp Pokeneyeout - 429
9. Dream Job - 430
10. Going Out With A Bang - 431
11. A Handy Nanny - 432
12. An Inconvenient Tooth - 433
13. Just Be Claus - 434
14. In Over Your Hedge - 435
15. Too Much Scream Time- 436
16. Happy Train Friends - 437

### Kringles
1. Reindeer Kringle
2. Kringle Tree
3. Kringle Feast
4. Kringle Karols
5. Ski Kringle
6. Kringle Presents
7. Strain Kringle
8. Chill Kringle
9. Sight Kringle
10. Star Kringle

### Smoochies
- Cuddles Pet Smoochie (L'occupation de Cuddles)
- Giggles Valentine Smoochie (La st-Valentin de Giggles)
- Toothy Easter Smoochie (Les œufs de pâques de Toothy)
- Nutty Party Smoochie (L'anniversaire de Nutty)
- Sniffles Sciences Smoochie (La science de Sniffles)
- Petunia Summer Smoochie (L'été de Petunia)
- Flaky Baseball Smoochie (Le baseball de Flaky)
- Mime Olympics Smoochie (Les jeux olympiques de Mime)
- Pop BBQ Smoochie (Le barbecue de Pop)
- Pop & Cub Christmas Smoochie (Le noël de Pop et Cub) (Mais le smoochie se dirige vers Cub)
- Disco Bear's Halloween Smoochie (La fête d'Halloween de Disco Bear)

## Distribution

### Voix anglaises
- Kenn Navarro : Cuddles, Flippy, Lifty, Shifty
- Dana Belben, Ellen Connell puis Lori Jee : Giggles, Pétunia, Cub
- Warren Graff : Toothy, Handy
- Rhode Montijo puis David Winn : Lumpy, Splendid
- Michael Lipman : Nutty
- Nica Lorber : Flaky
- Liz Stuart : Sniffles
- Jeff Biancalana puis Francis Carr : Russell, Buddhist Monkey
- Aubrey Ankrum : Pop, Flippy Vilain
- Peter Herrmann : Disco Bear
- Renee T. Macdonald : Lammy

## Commentaires
Cette série humoristique, relevant du Trash ainsi que de la provocation, a pris (probablement) des inspirations latines, hispanophones voire italiennes (telles Pingu et la Linea) en raison de les personnages baragouinent un langage incompréhensible. Quant à la technique graphique utilisée : aplats de couleurs, ressemble à l'univers graphique de Massimo Mattioli (dessinateur italien) ayant fait, de plus, des bandes dessinées pour adultes ultraviolentes ainsi que pornographiques ; on pense bien sûr au célèbre « Squeak the Mouse », parodiant aussi les dessins animés adressés aux enfants ; on ne sait s'il fut une source d'inspiration pour les auteurs d’Happy Tree Friends malgré la forte ressemblance du trait ainsi que de l'humour.
On peut, malgré tout, comparer cette série au fameux Itchy et Scratchy des Simpsons et même à Kenny McCormick de South Park pour ses multiples morts et résurrections.
En 4 mars 2008, le dessin animé  a été interdit en Russie par le Rossvyazokhrankultura à côté de Les Aventures de Jeffrey! (également connu sous le nom: Les Aventures de Big Jeff) pour les attention de la chaîne 2x2 ( Deux fois Deux) il y’a plusieurs agences gouvernementales locales et fédérales en Russie. , affirmant qu'ils promeuvent tous deux « la violence et la brutalité ». Cette « violence et brutalité » aurait porté atteinte à la santé psychique, au développement moral et à la moralité sociale des enfants, tout cela constituant une violation du contrat de licence. Le département a averti 2x2 de les supprimer afin d’éviter des problèmes juridiques. Les propriétaires du 2x2 ont exprimé leur désaccord mais ont accédé à la demande à contrecœur.
Le 24 mars 2009, le CSA a demandé à Virgin 17 (la chaîne diffusant la série en France à ce moment-là) de mettre une signalétique "déconseillé aux moins de 12 ans" lors des prochaines diffusions d'Happy Tree Friends, la chaîne diffusait la série avec signalétique "déconseillé aux moins de 10 ans".
Cette série a d'abord été diffusée sur Internet puis a connu le succès en DVD avant de faire son apparition sur le petit écran.
Tous les épisodes sont visibles sur le site officiel.
Une série parallèle intitulée Ka-Pow narrant les exploits de Flippy, Splendid et Buddhist Monkey et des noveaux personnages est Splendont, The Rat, The General, The Master, Mouse Ka-Boom, Sneaky Panda Mom and Panda Baby, Generic Tree Friends, Generic Three Ninjas, Tiger Soldiers, Supremely Sensational Stupendously Spectacular Super Squad, The Giant Crab, The Dark Shadow Lord, The Mole et Char Sui est diffusée sur le site officiel depuis le 2 septembre 2008.

## Produits dérivés

### DVD

#### Volume
- Volume 1 - Ça va saigner (29 septembre 2003) (ASIN B0000AZVH5)
- Volume 2 - Sévice compris (17 août 2006) (ASIN B000FUM0MQ)
- Volume 3 - L'Assaut final (14 septembre 2006) (ASIN B000GUJWLW)
- Volume 4 - Winter Break (10 juillet 2007) (ASIN B000Q6ZVHU)
- Volume 5 (10 juillet 2007) (ASIN B000Q6ZVI4)
- Saison 2 volume 1 (29 novembre 2007) (ASIN B000XTLVCE)
- Saison 2 volume 2 (29 novembre 2007) (ASIN B000XTLVCO)
- Saison 2 volume 3 (29 novembre 2007) (ASIN B000XTLVCY)
- Saison 2 volume 4 (29 novembre 2007) (ASIN B000XTLVD8)

#### Intégrale
- Saison 1 (29 janvier 2016) (ASIN B008HHMSF8)
- Saison 2 (29 janvier 2016) (ASIN B008HHMSDA)

### Jeux vidéo
Happy Tree Friends - False Alarm (sorti le 25 juin 2008) sur Xbox 360 et PC Windows (en téléchargement payant uniquement) est un jeu constitué de dix environnements eux-mêmes divisés en trois niveaux. Il s'agit d'interagir avec un panel de cinq Happy Tree Friends se déplaçant tout seuls dans les décors. Attention, car le jeu conserve les événements tragiques propre à la série !
Happy Tree Friends - Run and Bun (sortie en août 2013) sur iOS et Android, jeu gratuit dont le but et de récupérer sur la route des miches de pains juste volées en évitant les obstacles. Il permet de contrôler tous les personnages de la série mais n'est pas multijoueur. De plus, le fait qu'il soit d'après sa description développé en HTML5 laisse suggérer qu'il serait ou pourrait être porté sur Firefox OS à une date ultérieure, même si rien n'est annoncé à sa sortie.
The Crackpet Show: Happy Tree Friends Edition est un DLC de The Crackpet Show contenant comme son nom l'indique les personnages d'Happy Tree Friends, il est sorti en septembre 2023 sur Nintendo Switch, Xbox One, Xbox Series X et Xbox Series S, Playstation 4 et Playstation 5.
Sur Internet, il existe des mini-jeux Flash tout aussi gores que les dessins animés.